# 片諏訪
片諏訪（かたすわ）は、熊本県玉名市の大字。郵便番号は865-0044。旧肥後国玉名郡片諏訪村、玉名郡伊倉村大字片諏訪、玉名郡伊倉町大字片諏訪。

## 地理
玉名市東部の菊池川河口の北東、伊倉台地の南端に位置し、北側で宮原、東側で横田、南東で天水町野部田、南側で伊倉南方と接している。当地には片諏訪という行政区があり、この行政区は市立小・中学校の校区やゴミ捨ての区域などに用いられている。
また、北部は宅地が広がっているのに対し、南部は田畑が広がっている。

## 歴史
当地は縄文時代の貝塚があったり、また後醍醐天皇の猶子伊倉宮がいたと伝わっていたりするなど、長い歴史がある。さらに、江戸時代には小田手永に属しており、当地に惣庄屋会所が置かれていた。

### 沿革
- 江戸時代頃 - 伊倉南方村から分村し、片諏訪村となる。
- 明治22年（1889年） - 伊倉村の大字となる。
- 明治32年（1899年） - 所属が伊倉町となる。
- 昭和29年（1954年） - 所属が玉名市となる。

## 人口と世帯数
2022年（令和4年）8月31日現在の世帯数と人口は以下の通りである。
| 町丁   | 世帯数  | 人口  |
| ------ | ------- | ----- |
| 片諏訪 | 159世帯 | 378人 |

## 小・中学校の学区
市立小・中学校に通う場合、学区は以下の通りとなる。
| 町丁 | 小学校             | 中学校             |
| ---- | ------------------ | ------------------ |
| 全域 | 玉名市立伊倉小学校 | 玉名市立玉南中学校 |

## 交通

### 道路
- 熊本県道1号熊本玉名線

- 熊本県道113号玉名植木線

- 熊本県道167号肥後伊倉停車場線

### 鉄道
当地を鉄道は通っていない。鉄道を利用する場合の最寄り駅は肥後伊倉駅となる。

### バス
当地内をバス路線は通っていない。